# Upper Barron
Upper Barron är en ort i Australien. Den ligger i kommunen Tablelands och delstaten Queensland, omkring 1 400 kilometer nordväst om delstatshuvudstaden Brisbane.
Trakten runt Upper Barron är nära nog obefolkad, med mindre än två invånare per kvadratkilometer.. Det finns inga andra samhällen i närheten. 
I omgivningarna runt Upper Barron växer huvudsakligen savannskog. Genomsnittlig årsnederbörd är 1 577 millimeter. Den regnigaste månaden är mars, med i genomsnitt 342 mm nederbörd, och den torraste är september, med 28 mm nederbörd.